# Luise Klinsmann
Herta Frieda Luise Klinsmann (* 10. Mai 1896 in Tramm; † 9. Juni 1964 in Lübeck), geborene Schmidt, war eine deutsche Politikerin (SPD).

## Leben
Luise Klinsmann besuchte die Ernestinenschule in Lübeck. Sie wechselte zum Johanneum und studierte nach dem Abitur im Jahr 1916 Geschichte, Literaturwissenschaften und Wirtschaftswissenschaften in München, Heidelberg und Kiel. Im Jahr 1922 wurde sie in Kiel mit einer Arbeit über die Industrialisierung der Stadt Lübeck zur Dr. rer. pol. promoviert. Im selben Jahr heiratete sie Josef Kons, einen Arzt. Die Ehe wurde 1928 geschieden. 1929 heiratete sie Wilhelm Klinsmann, einen Studienrat in Lübeck. Aus dieser Ehe hatte sie eine behinderte Tochter.
Ihre Berufstätigkeit beschränkte sich zwischen 1927 und 1929 auf ein Volontariat in der Lübecker Stadtbibliothek und bis zum Jahr 1933 auf die Arbeit als Dozentin an der Lübecker Volkshochschule. Bis Ende des Zweiten Weltkriegs widmete sie sich ihrer Tochter und war als Hausfrau tätig.
Im Jahr 1945 wurde sie Mitglied der SPD. Sie kandidierte für die Bürgerschaft und gehörte ihr ab 1946 an. Sie war die erste Frau, die in den Senat der Hansestadt Lübeck gewählt wurde. Ab 1947 war sie Mitglied des schleswig-holsteinischen Landtags. Sie gehörte dem Ausschuss für Entnazifizierung, dem Ausschuss für Volksbildung und Erziehung, dem Innenausschuss und dem Ausschuss für Verfassung und Geschäftsordnung an.
1950 wurde sie zur zweiten stellvertretenden Bürgermeisterin von Lübeck gewählt. Dieses Amt hatte sie bis 1955 inne. Als Kultursenatorin der Hansestadt Lübeck wirkte sie ehrenamtlich bis zu ihrem Tod im Juni 1964. 1955 setzte sie sich mit Erfolg dafür ein, dem Nobelpreisträger Thomas Mann die Ehrenbürgerschaft seiner Geburtsstadt zu verleihen. Sie förderte die auf Georg Kalkbrenner zurückgehenden „Nordischen Tage“, aus denen die Nordischen Filmtage hervorgingen.

## Auszeichnungen

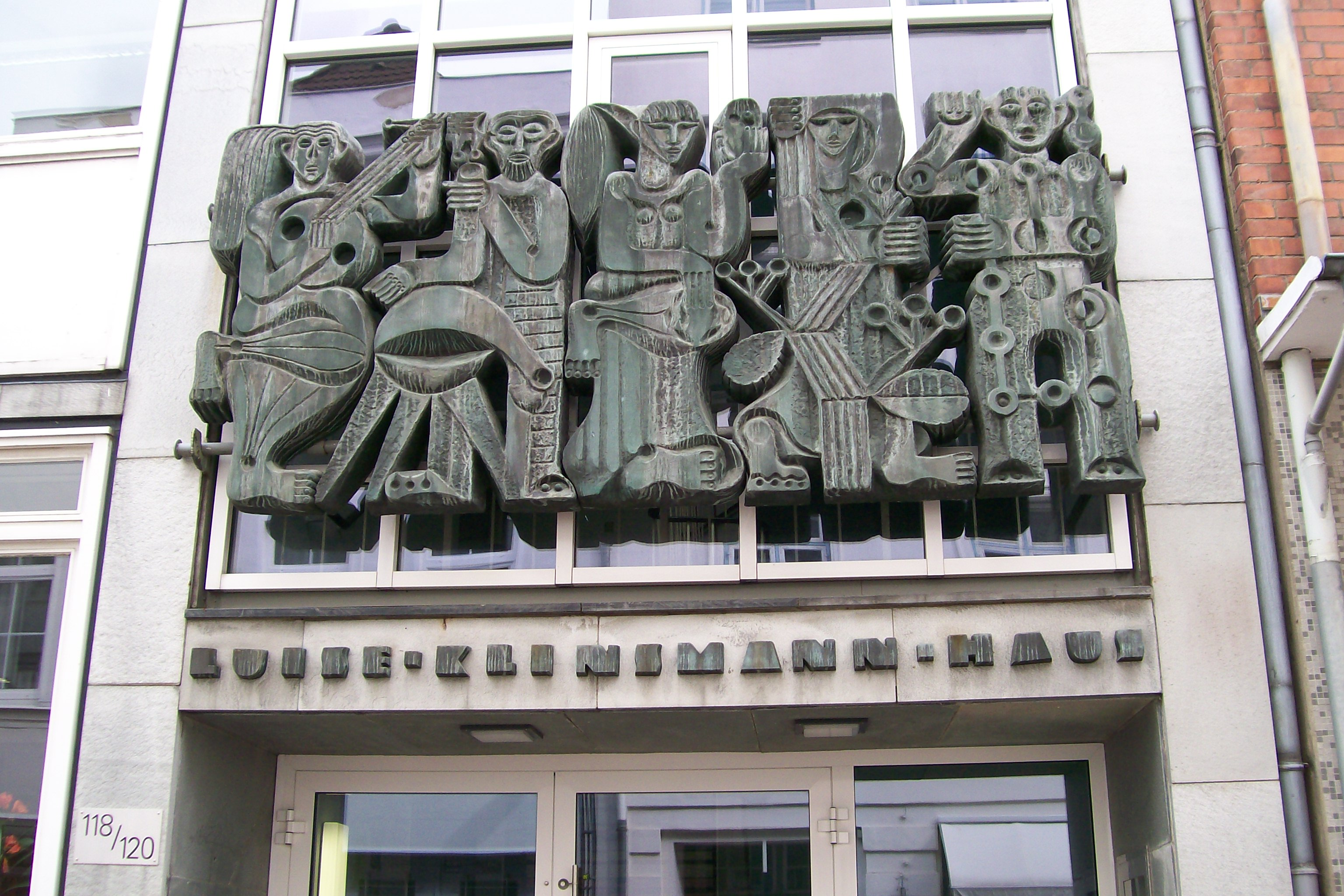
Die Geschäftsstelle der Volkshochschule in Lübeck trägt den Namen Luise Klinsmanns (Fassadendetail)

- 1963 erhielt Luise Klinsmann das Ritterkreuz des dänischen Danebrog-Ordens
- 1964 wurde sie mit der Freiherr-vom-Stein-Medaille des Landes Schleswig-Holstein ausgezeichnet.

## Würdigungen
- Das 1965 fertiggestellte Gebäude der Lübecker Volkshochschule in der Hüxstraße, inzwischen Geschäftsstelle,  trägt den Namen „Luise-Klinsmann-Haus“.

Die Bauplastik aus Bronze über dem Eingang stammt von Georg Weiland (* 1928 in Blowatz).

## Werke
- Die Industrialisierung Lübecks. Schmidt-Römhild, Lübeck 1984, ISBN 3-7950-0448-9.